# Ninazimua
Ninazimua was in de Sumerische mythologie de echtgenote van Ningisjzida. Het is mogelijk een andere naam voor Dazimua.